# 彭德尔顿营

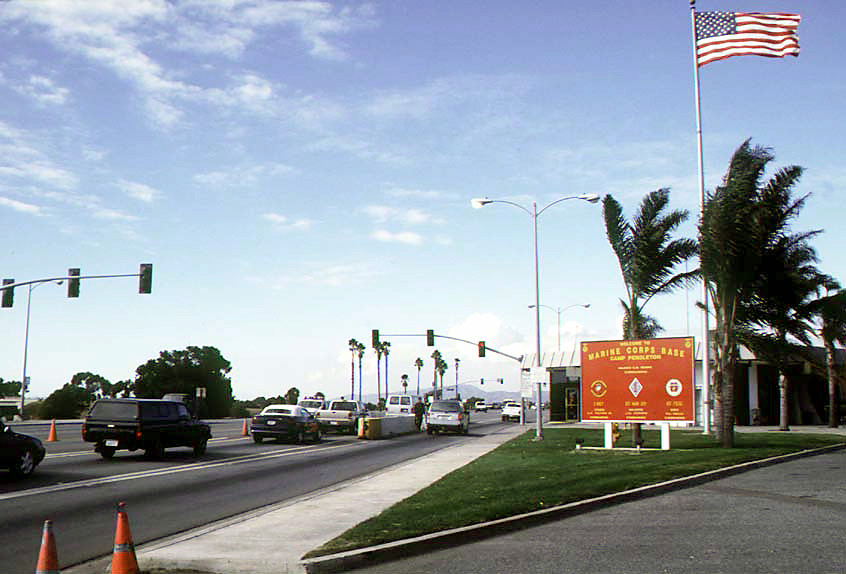
彭德爾顿營區正門

彭德爾顿海軍陸戰隊基地（英語：Marine Corps Base Camp Pendleton）是美国海军陆战队在美国西海岸最主要的基地，位于南加州圣地亚哥以北大约79公里处。

## 歷史
2025年6月，反對移民突襲的抗議行動发生后，美国国防部长赫格塞思表示彭德尔顿营的现役海军陆战队处于高度戒备状态、随时可被调动。《国会山报》则指出，因为需要绕过禁止美国军队用于美国国内执法的法律，在美国本土部署现役部队对付美国人将是一项非同寻常的举动。